# Kabardino-Balkarisches Hochgebirgs-Naturreservat
Das Kabardino-Balkarische Hochgebirgs-Naturreservat (russisch Кабардино-Балкарский высокогорный заповедник) ist ein Hochgebirgs-Schutzgebiet im zentralen, russischen Kaukasus. Der höchste Punkt im Schutzgebiet ist der Dychtau mit 5204 m.
Nur in den tiefsten Lagen kommen Wälder vor. Diese bestehen vor allem aus Kiefern (Pinus sosnowskyi) und Birken (Betula raddeneana, B. litwinowii, B. pendula). Darüber, bis in etwa 2600 m dominiert subalpine Vegetation. Alpine Vegetation reicht bis in Höhen von 3700 m. Ab dort beginnt die Nivalstufe.
Das Reservat bietet Lebensraum für mehrere Großtierarten, wie Ostkaukasische Steinböcke (Capra cylindricornis), Kaukasische Gämsen (Rupicapra rupicapra caucasica), Wildschweine (Sus scrofa), Braunbären (Ursus arctos) und Luchse (Lynx lynx). Wölfe (Canis lupus) sind relativ selten, der Persische Leopard (Panthera pardus saxicolor) wurde seit 1982 nicht mehr im Gebiet nachgewiesen.
Zahlreiche seltene Vogelarten, wie Kaukasus-Birkhuhn (Lyrurus mlokosiewiczi) und Bartgeier (Gypaetus barbatus) finden im Schutzgebiet ein Refugium. Hinzu kommen Östlicher Kaiseradler (Aquila heliaca), Steinadler (A. chrysaetos), Wanderfalke (Falco peregrinus) und Kaukasuskönigshuhn (Tetraogallus caucasicus).

## Referenzen
- Informationen zum Kabardino-Balkarischen Naturreservat auf wild-russia.org